# 이시카와 도시키
이시카와 도시키(일본어: 石川 俊輝, 1991년 7월 10일 ~ )는 일본의 축구 선수이다. 현재 J2리그의 오미야 아르디자에서 뛰고 있다.

## 구단 경력
그는 2014년부터 J리그의 쇼난 벨마레, 오미야 아르디자, 방포레 고후에서 뛰었다.